# Thysanopeltis
Thysanopeltis – rodzaj stawonogów z wymarłej gromady trylobitów, z rzędu Corynexochida. Żył w okresie dewonu. Jego skamieniałości znaleziono w Afryce i Europie.